# Strada Calea Ieșilor din Chișinău
Strada Calea Ieșilor (a doua jumătate a secolului al XIX-lea Drumul Iașilor, până în 1958 drumul Sculeni, până în 1990 str. Kuibîșev) se află în sectorul Buiucani, cartierul Sculeni, cuprinsă între Piața D. Cantemir și șoseaua Balcani. De-a lungul ei, în partea dinspre râul Bâc, se află Fabrica de Încălțăminte Zorile, Fabrica de articole din piele, Întreprinderea Industrială Topaz ș.a.
Primele construcții au apărut la mijlocul secolului al XIX-lea, fiind case particulare cu curți gospodărești amplasate pe sectoarele parcelate regulat. După al doilea război mondial, calea a fost reconstituită. Pe porțiunile ce se întind în lungul străzii au fost înălțate case de locuit cu etaje. Primele astfel de construcții au fost efectuate în preajma Pieței D. Cantemir în anii '50 și prezentau blocuri de 3-4 etaje, până în anii '90 continuându-se amenajarea edilitară a zonei cu blocuri de 8-15 etaje. O parte a căii este mărginită de parcul silvic La izvor și parcul Alunelul. Tot aici se află restaurantele La izvor, Butoiaș, salonul de automobile Subaru etc.

## Sursă
Chișinău. Enciclopedie (pag. 438) – Chișinău, 1996